# Christopher Cassidy
Christopher John "Chris" Cassidy (Salem, Massachusetts, Estados Unidos;  4 de enero de 1970) es un astronauta retirado de la NASA y SEAL de la Marina de los Estados Unidos que alcanzó el rango de capitán de la Marina de los Estados Unidos. Su primer vuelo espacial fue en una misión del Transbordador STS en 2009. Fue el Jefe de la Oficina de Astronautas de la NASA desde julio de 2015 hasta junio de 2017.

## Primeros años y educación
Cassidy nació en Salem, Massachusetts el 4 de enero de 1970. Asistió al York High School (más conocido como El Negro) en York. A continuación, se graduó de la escuela preparatoria de la Academia Naval en Newport, Rhode Island en 1989. Recibió una Licenciatura en Ciencias grado en matemáticas por la Academia Naval de los Estados Unidos en 1993 y una Maestría en Ciencias grado en ingeniería oceánica en el Instituto de Tecnología de Massachusetts en 2000.

## Experiencia militar
Cassidy se graduó de la clase 192 de BUD / S en 1993 como hombre de honor y sirvió durante diez años como miembro de los Navy SEALs. Sus especializaciones en tácticas militares incluyen reconocimiento especial de largo alcance (patrullas vehiculares y a pie), asaltos a edificios de acción directa, abordajes de barcos que no cumplen, patrullas de reconocimiento del desierto, buceo de combate, explosivos submarinos y una variedad de operaciones aéreas, incluido el paracaidismo, cuerda rápida y rappel. Hizo cuatro despliegues de seis meses: dos en Afganistán y dos en el mar Mediterráneo. Cassidy se desempeñó como Oficial Ejecutivo y Oficial de Operaciones del Equipo Especial de Botes 20 en Norfolk en el estado de Virginia y Comandante del Pelotón SEAL en el Equipo SEAL 3 en Coronado (California). Se desplegó en la región de Afganistán dos semanas después de los Atentados del 11 de septiembre de 2001. Se desempeñó como Comandante de la Fuerza de Asalto Terrestre para misiones de combate internacionales y solo de Estados Unidos. En Afganistán Cassidy dirigió dos meses de embarques no conformes en el norte del Golfo Pérsico y también era un SEAL Delivery Vehicle (SDV) comandante de pelotón en el equipo dos de vehículos de entrega SEAL en Norfolk. Acumuló más de 200 horas bajo el agua como piloto, navegante o comandante de misión de un SDV sumergible inundado para dos personas, que se lanza y se recupera de un submarino de la nave anfitriona. También se desempeñó como comandante de pelotón de refugio de cubierta seca en el Equipo Dos de Vehículos de Entrega SEAL en Norfolk. Cassidy se ofreció y completó una semana de remo en kayak benéfica de 180 millas (290 km) desde Norfolk, Virginia hasta Washington D. C. para recaudar fondos y concienciar a la Fundación Guerrero de Operaciones Especiales.

## Carrera en la NASA

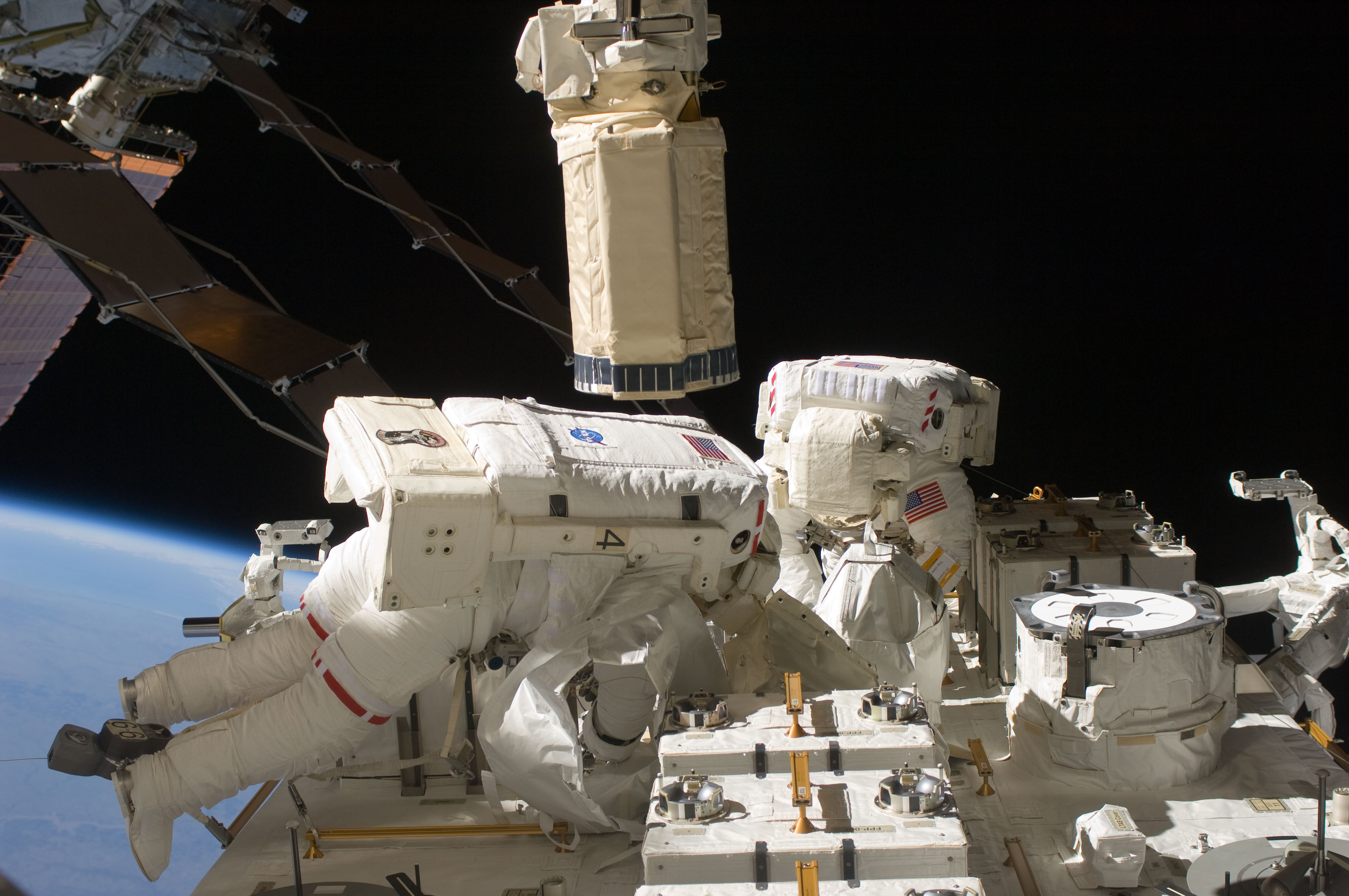
En la caminata espacial del 27 de julio de 2009, los astronautas Tom Marshburn y Christopher Cassidy realizaron tareas como colocar aislamiento en el manipulador Dextre, separar canales de energía de giroscopios, instalar cámaras de video y preparar el área con pasamanos y un reposapiés. Fue la quinta y última caminata de la misión STS-127.

Cassidy fue seleccionado como candidato a astronauta por la NASA en mayo de 2004. En febrero de 2006 completó el entrenamiento de candidato a astronauta, que incluyó sesiones informativas científicas y técnicas, instrucción intensiva en sistemas de transbordadores espaciales y estaciones espaciales internacionales, entrenamiento fisiológico, entrenamiento de vuelo T-38 Talon y entrenamiento de supervivencia en el agua y la naturaleza. La finalización de este entrenamiento inicial lo calificó para varias asignaciones técnicas dentro de la Oficina de Astronautas y asignaciones de vuelo futuras como especialista en misiones.

### STS-127
En febrero de 2008 fue asignado a su primer vuelo espacial como especialista de la misión en STS-127, una misión del Transbordador Espacial para entregar la Instalación Expuesta del Módulo Experimental Japonés (JEM-EF) a la ISS a bordo del Transbordador Espacial Endeavour.
Cassidy y sus seis compañeros de tripulación despegaron a bordo del Endeavour desde el Centro espacial John F. Kennedy el 15 de julio de 2009. Los siete astronautas atracaron en la ISS el 17 de julio, uniéndose a la tripulación de seis personas de la Expedición 20 comandada por el cosmonauta ruso Guennadi Pádalka. Esta fue la primera vez que 13 personas estuvieron juntas en el espacio, un récord que no se ha superado desde entonces. El 22 de julio de 2009, Cassidy salió de la ISS con el astronauta de la NASA David Wolf para su primera caminata espacial. Los dos comenzaron a trabajar reemplazando las baterías en el P6 Truss y trabajo continuo en la instalación del JEM-EF. El EVA se canceló después de 5 horas y 59 minutos por exceso de dióxido de carbono en el traje de Cassidy.
En el transcurso de STS-127 participó en dos caminatas espaciales más con el astronauta de la NASA Thomas Marshburn. Los dos completaron el reemplazo de las baterías en el truss P6 y completaron la instalación del JEM-EF durante dos excursiones que duraron 7 horas y 12 minutos y 4 horas y 57 minutos, respectivamente. La tercera caminata espacial de Cassidy marcó la finalización del Módulo Experimental Japonés, una hazaña que requirió tres misiones del transbordador espacial comenzando con STS-123 .
El 31 de julio de 2009 regresó a la instalación de aterrizaje del transbordador KSC, concluyendo su primer vuelo espacial después de 15 días en el espacio.

### Expedición 35/36
Cassidy fue asignado a la tripulación de la Expedición 35 como ingeniero de vuelo y voló a la ISS a bordo de Soyuz TMA-08M (designación estadounidense: 34S), que se lanzó el 28 de marzo de 2013. El 11 de mayo de 2013, Cassidy y Thomas Marshburn realizó una caminata espacial no planificada para reemplazar una caja de control de bomba que se sospecha es la fuente de una fuga de refrigerante de amoníaco.
Luego participó en dos caminatas espaciales estadounidenses desde la EEI en junio / julio de 2013. El 16 de julio de ese año, Luca Parmitano se unió a él en una caminata espacial. El EVA se interrumpió cuando Parmitano informó que el agua flotaba detrás de su cabeza dentro de su casco. Durante la EVA, Cassidy se tomó su selfie espacial, la cual se convirtió en una de las mejores selfies de 2013 enumeradas por muchos sitios de noticias.

### Jefe de la Oficina de Astronautas
Cassidy fue nombrado Jefe de la Oficina de Astronautas de la NASA en julio de 2015, sucediendo a Robert L. Behnken.
El 2 de junio de 2017 fue reemplazado por Patrick G. Forrester como Jefe de la Oficina de Astronautas y regresó al estado de vuelo normal.

### Expedición 62/63
Cassidy se lanzó a bordo de Soyuz MS-16 el 9 de abril de 2020, como parte de la Expedición 62. Era el Comandante de la ISS para la Expedición 63 que estaba formada por Cassidy y los cosmonautas rusos Ivan Vagner y Anatoli Ivanishin. Cassidy se unió a los astronautas de la NASA Doug Hurley y Bob Behnken el 31 de mayo de 2020 con el acoplamiento de Crew Dragon Demo-2. Cassidy y su tripulación regresaron a la tierra el 21 de octubre de 2020 y aterrizaron en Dzhezkazgan, Kazajistán a las 10:54 pm.

## Premios y honores
Cassidy recibió la Estrella de Bronce con el dispositivo "V" y la Presidential Unit Citation por liderar una operación de nueve días en el complejo de cuevas Zhawar Kili, un objetivo prioritario nacional directamente en la frontera entre Afganistán y Pakistán, durante la Operación Libertad Duradera. Cassidy fue orador invitado en los Seminarios de Liderazgo de Combate de la USNA en 2003 y 2004. Recibió una segunda Estrella de Bronce por el servicio de liderazgo de combate en 2004 durante la Operación Libertad Duradera en Afganistán.
Chris Cassidy es también la persona número 500 en el espacio récord que logró cuando sus compañeros de tripulación lo designaron durante la misión STS-127. También es el segundo SEAL en volar al espacio, siguiendo a William Shepherd, un veterano de cuatro misiones.

## Vida personal
Cassidy está casado con Peggy Yancer de Elyria, Ohio, con quien tiene cinco hijos. Los intereses recreativos incluyen viajar, andar en bicicleta, acampar, esquiar en la nieve, levantar pesas, correr, baloncesto, bienes raíces y mejoras para el hogar.
Cassidy es un operador de radioaficionado con una licencia de nivel técnico de EE. UU. KF5KDR. De igual manera ha participado en varios eventos de radioaficionados en la Estación Espacial Internacional con estudiantes en los Estados Unidos.
Anunció su retiro de la Armada y del Cuerpo de Astronautas de la NASA el 28 de mayo de 2021.